# Epiphile adrasta
Epiphile adrasta är en fjärilsart som beskrevs av William Chapman Hewitson 1861. Epiphile adrasta ingår i släktet Epiphile och familjen praktfjärilar. Inga underarter finns listade i Catalogue of Life.

## Bildgalleri

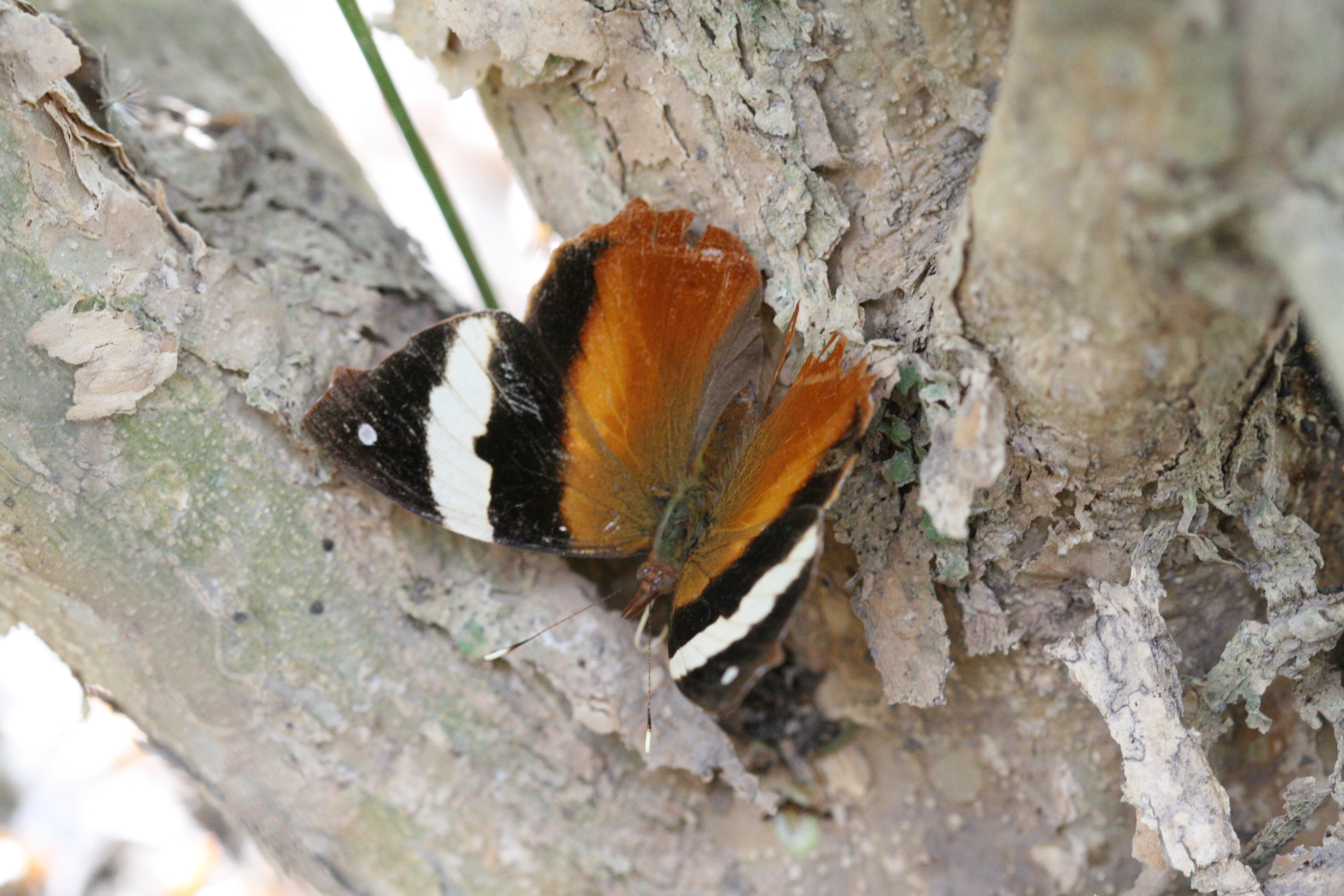
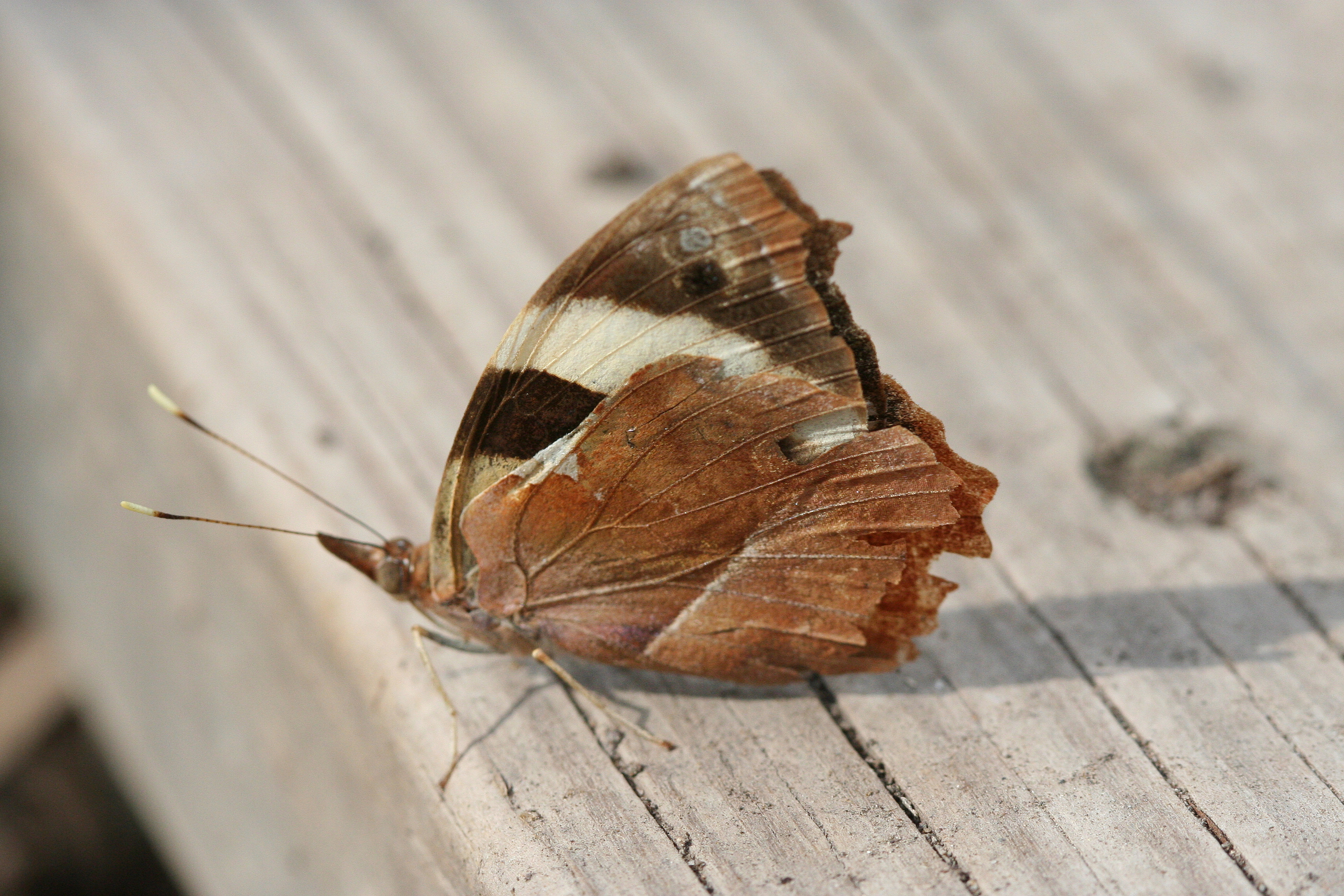
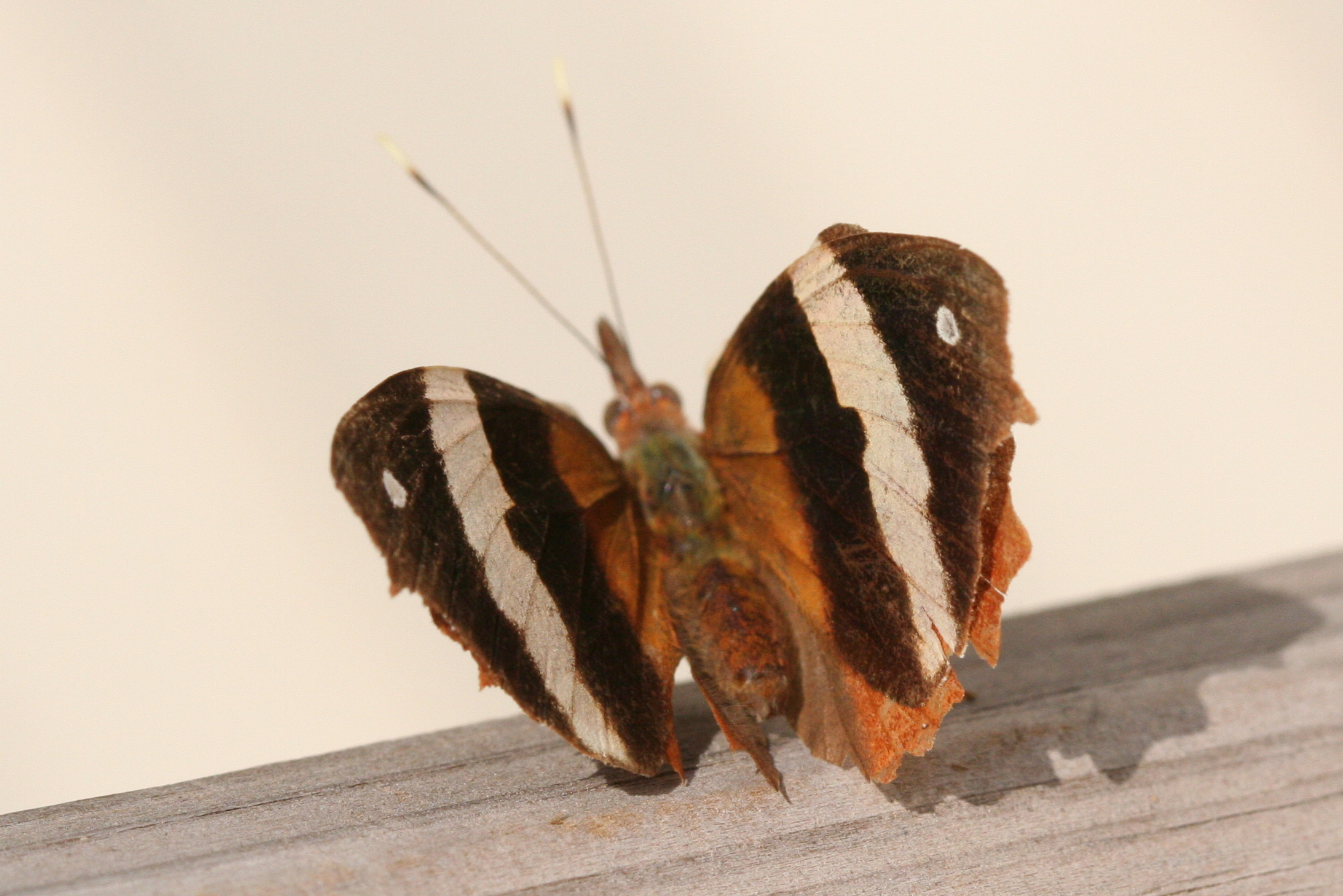
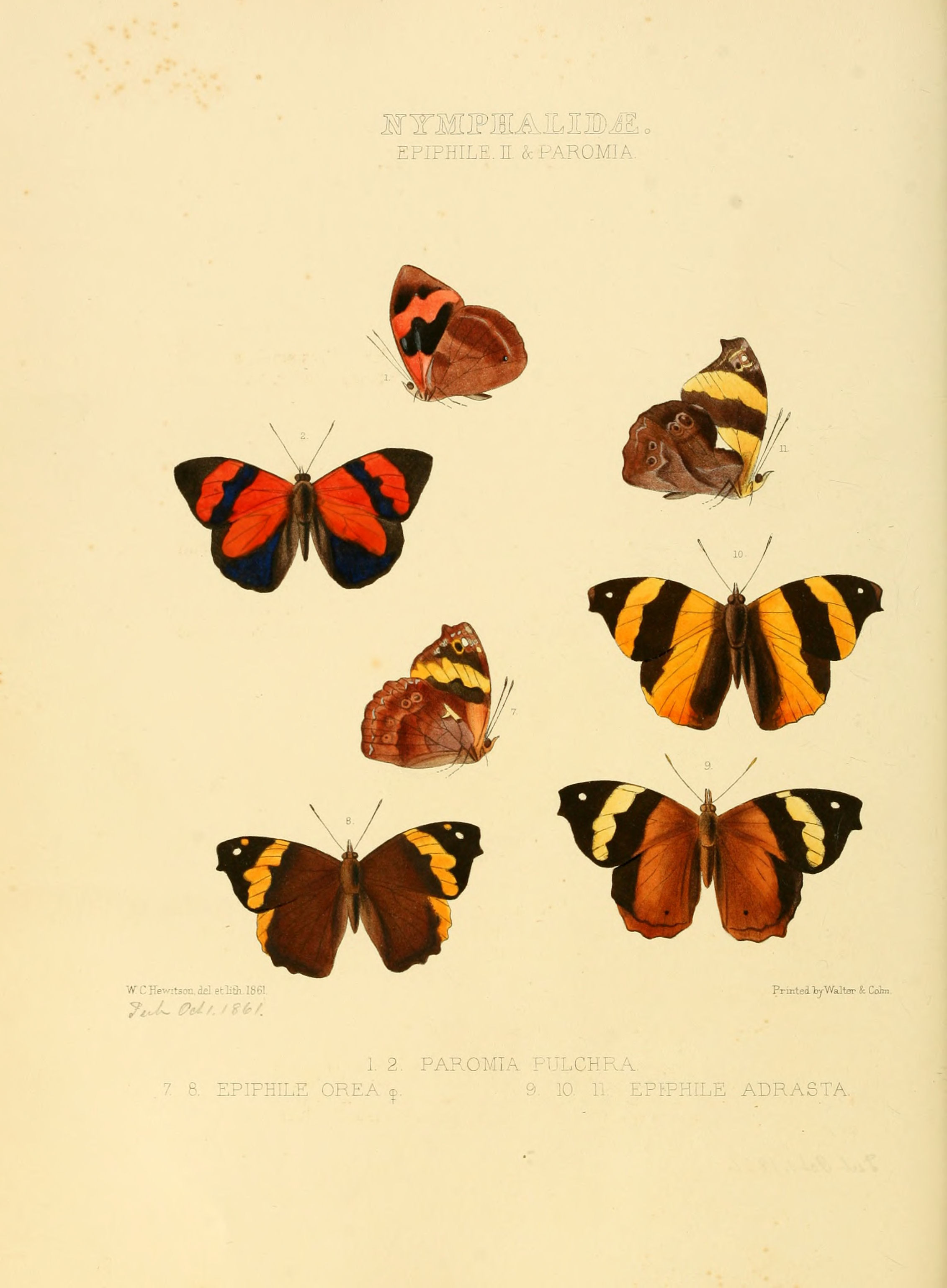